# Rhizomucor variabilis
Rhizomucor variabilis är en svampart. Rhizomucor variabilis ingår i släktet Rhizomucor och familjen Mucoraceae.

## Underarter
Arten delas in i följande underarter:
- regularior
- variabilis